# Ulla Persson
Ulla Persson, född 1947, är en svensk sångerska. Hennes stora framgångar kom under 1960-talet.

## Melodier på Svensktoppen
- Jag bränner dina brev – 1963[2]
- Jag spar mina tårar – 1964[3]

## Filmografi
- 1964 – Att älska

### Fotnoter
1. ↑  ”Ulla Persson”. Svensk filmdatabas. http://www.sfi.se/sv/svensk-filmdatabas/Item/?type=PERSON&itemid=66788&iv=OVERVIEW. Läst 24 juli 2011.
2. ↑  ”Svensktoppen”. Sveriges Radio. 28 maj 1963. http://sverigesradio.se/Diverse/AppData/Isidor/files/2023/3461.txt. Läst 23 juli 2011.
3. ↑  ”Svensktoppen”. Sveriges Radio. 28 maj 1964. http://sverigesradio.se/Diverse/AppData/Isidor/files/2023/3462.txt. Läst 23 juli 2011.